# ميمي برانيسكو
ميمي برانيسكو (بالرومانية: Mimi Brănescu)‏ هو ممثل روماني، ولد في 31 مارس 1974 في رومانيا.

## أعمال

### أفلام
- (2013) وضعية الطفل

## وصلات خارجية
- ميمي برانيسكو على موقع IMDb (الإنجليزية)
- ميمي برانيسكو على موقع قاعدة بيانات الأفلام العربية
- ميمي برانيسكو على موقع ألو سيني (الفرنسية)
- ميمي برانيسكو على موقع أول موفي (الإنجليزية)
- ميمي برانيسكو على موقع قاعدة بيانات الأفلام السويدية (السويدية)
- ميمي برانيسكو على موقع قاعدة بيانات الفيلم (الإنجليزية)
- ميمي برانيسكو على موقع كينوبويسك (الروسية)